# 牟氏莊園
牟氏莊園，位於山東省栖霞市城北古镇都村（霞光三路北首），为胶东牟氏家族的庄园，始建于清雍正元年（1723年），至1935年基本建成。总建筑面积达2万余平米，为中国北方地区规模最大和保存最为完整的封建地主庄园。
牟氏家族原籍湖北省公安县，明洪武三年（1370年）一世牟敬祖任栖霞县主簿，居于当地古镇都村（今栖霞市庄园街道古镇都村），并逐渐繁衍成族。十世牟国珑为康熙年间进士，遭诬陷解职后开始在当地购置土地兴建家宅，并举“耕读”为家风。至十四世牟墨林（字松野，1789-1870）时大量购置田产、积累财富，家业达到鼎盛时期，因此当地人多以其绰号称庄园为“牟二黑子庄园”。
牟氏庄园为带有胶东民居特点的套院式建筑群，分为三组六院，依次为“东忠来”、“西忠来”、“日新堂”、“宝善堂”、“师古堂”和“南忠来”，各院均为多重四合院相套，四至六进不等。
曾有衣向东所著同名小说，并改编成电视剧，出品人是刘爱勤、张强和叶新萍，以20世纪二三十年代牟氏庄园的兴衰荣辱史和最后一位掌家人姜振帼的传奇经历为蓝本，主演为袁立。

## 外部連結
- 栖霞市牟氏庄园管理处（简体中文）